# Daltonia jamesonii
Daltonia jamesonii är en bladmossart som beskrevs av Thomas Taylor 1848. Daltonia jamesonii ingår i släktet Daltonia och familjen Daltoniaceae. Inga underarter finns listade i Catalogue of Life.